# 宋希濂
宋希濂（1907年4月9日—1993年2月13日），字荫国，湖南湘乡溪口人。黄埔軍校第一期毕业，被誉为“黄埔之光”。中華民國陸軍中将，蒋介石嫡系重要將領，抗日名將。中央陆军军官学校第一期步兵科、日本千葉陆军步兵学校中国将校班、陆军大学将官讲习班第一期、陆军大学将官班甲级第一期毕业。

曾任國民革命軍第三十六師師長、第七十八军军长、荣誉第一师师长、国民革命军七十一军军长、第三十四集团军副总司令兼第七十一军军长、第十一集团军总司令兼昆明防守司令、中央军校第九分校主任、中国国民党第六届中央执行委员, 西北行辕参谋长、新疆省警备总司令（仍兼第九分校主任）、代理西北行辕主任、华中剿总副总司令兼第十四兵团司令官、湘鄂边区绥靖司令部司令官兼第14兵团司令官、第14编练司令部司令官、华中军政长官公署副长官兼湘鄂边区绥靖司令部司令官、川湘鄂边区绥靖公署主任（总揽四川、湖南、湖北三省军政实权）、川湘鄂黔边区“最高决策委员会”主任。於1949年11月第二次国共内战西南战役中战败被俘。
1959年作为第一批战犯被释被特赦，出任全国政协常委。全国政协文史资料委员会委员、第四届全国政协委员、第五、六、七届全国政协常务委员、中国和平统一促进会”总顾问、黄埔军校同学会（共同推举徐向前元帅为首任会长）任副会长、全国政协（主席李先念）祖国统一联谊委员会委员。

## 早年生活
生于富裕中农家庭。其“先世多为文人”。曾祖宋蟾桂曾随左宗棠镇守西北边关，在甘肃省任过县知事、知府等职。祖父宋公卿和父亲宋宪文均饱读经书，但未踏入仕途，在故乡耕读自娱。母亲姓彭，闺名玉贞，笃信佛教。宋希濂共有六姊妹，其排行第六。宋希濂幼年时，由父、叔教读古文诗词。八岁就读乡村私塾，1916年入小学读了五年。1921年，考入长沙长郡中学:208。积极参加学生运动，与同学合作创办了《雷声》墙报，批判帝国主义侵华和军阀混战祸国殃民。受国文教师熊亨翰（1926年加入中国共产党）赏识。1922年湖南军阀赵恒惕杀害了工人运动领袖黄爱、庞人铨，宋和同窗在《雷声》上发表文章抨击当局。

## 国民革命与北伐战争
1923年冬，經熊亨翰介紹，考入广州中华民国陆海军大元帅大本营军政部部長程潜开办的大本营陆军讲武学校，1924年1月，宋希濂說服家人，自籌路費，随湖南湘乡小同乡陈赓，结伴十余人，由长沙、武汉、上海、香港，到达广州。5月，宋、陈共同考入黄埔军校第一期。宋希濂成為黄埔第一期最年輕毕业生。6月上旬，加入中國國民黨。8月，周恩来到黄埔军校主持政治部工作。12月，宋希濂在教導第二團第四連任副排長。半個月後，升任該連第一排排長。1925年春，廣州國民政府第一次东征。宋希濂参加了攻克淡水城和棉湖戰鬥。戰後，宋希濂升任第四連副連長。5月下旬，接任連長。不久又回师广州，参与镇压滇系军阀杨希闵、桂系军阀刘震寰部的叛变，攻克了滇桂军设在广州郊外的轴心阵地瘦狗岭。一天，陈赓突然来访，聚谈后提出愿不愿意加入中国共产党。随後，宋希濂經陈赓介绍，加入中国共产党，成为“跨党”分子。1925年9月下旬，廣州國民政府第二次東征，宋希濂参加了攻克惠州、潮州、汕头、海丰、河婆、阿田、横冈诸战斗。不久升任副營長，驻防潮州。1926年3月中山艦事件后，宋脫離中國共產黨，表示“在当今中国，国民党和共产党都是革命政党，目标是一致的。由于军队方面要求军官不要跨党，为避免发生不必要的麻烦，我打算不再跨党”“我可以保证，决不会做有损于国共合作的事”。被调任广州新编第二十一师六十三团第一营营长。1926年7月，率第一营参加北伐，从广东韶关出发，翻越大庾岭，进入江西，经赣州、吉安、鹰潭、上饶，长驱直入浙江。孙传芳部的孟昭月军据杭州外围之桐庐顽抗，宋希濂率领第一营争山头、抢渡口，多次与孟部进行肉搏，攻克了桐庐，自己也身负重伤，被送进杭州医院治疗。以后转到苏州教会医院养伤。

## 国共内战时期
四一二事变后，宋希濂在医院给蒋介石写了一封信：“学生为党为国忧虑，切望校长百忙中赐教”，并劝蒋对那些“有为青年”“不宜任意杀戮”。伤愈出院后被蒋召回南京，升中校。1927年冬被保送日本千葉陆军步兵学校中国学生队就读:209-210。1928年济南五三惨案发生后，宋希濂与在该校学习的四十多名黄埔同学一起，组织东京的一千多名中国留学生，在中华青年会馆召开大会，任大会主席团主席，抗议日军暴行。准备出发游行时，宋希濂等被警察拘留半个月，后经中国驻日本公事馆交涉获释。事后与一些同学上书国民革命军总司令蒋介石要求罢学回国，参加对日作战，没有得到批准，只好修完学业。
1930年5月，中原大战爆发，宋希濂被召回到中国，任國民政府警衛軍教导第一师中校參謀。因战功卓著，提升为该师第二团团长，后调任该军第二师第六团团长。1930年冬，升任警衛第一师第二旅旅長。1931年，警衛軍第一師改編為國民革命軍第87師，宋任第261旅旅长。率部驻南京的小营、马标一带，以"拱卫京畿"。
一·二八事變发生后，宋希濂“深感形势严重，非奋起抗战无以图存”，1932年1月31日下午请见了军政部部长何应钦，代表全旅官兵请缨开赴淞沪前线抗日，被拒绝后，与何部长吵了起来。当天晚23时，宋鼓噪所部营长以上干部三十多人，乘车闯入何的住宅再次请愿，与何一直争执到凌晨1点多，何不得不答复说：“如有必要，再派你们这个旅开往上海参战。”1932年2月初，宋希濂奉第五军军长兼第八十七师师长张治中之命，率部赴上海参战。2月9日到达十九路军总部驻地南翔，宋和第五军第八十八师师长俞济时、副师长李延年、旅长杨步飞、钱伦体通电：“值此国家存亡关头，爱本中央团结御侮之旨，请命杀敌。现已全部开抵上海，听命于蒋（蒋光鼐）总指挥。誓与我十九路军亲爱将士，喋血沙场，共同生死，…宁为战死之鬼，羞作亡国之民。”2月18日，宋希濂部布防于胡家宅至吴淞西端曹家桥一线。2月21日下午，日军数百人在炮火掩护下，企图强渡蕴藻浜，遭宋旅抗击。2月22日下午，日军集中优势兵力向庙行镇方面猛攻，张治中征询宋希濂的意见抽调第二六一旅的一个团前往增援。宋建议添油增援缓不济急，建议以本旅主力立即渡过蕴藻浜，向日军侧背攻击，借以减少正面的压力。得到张治中的同意后，宋率部过河，令第521团向右首先夺取齐家宅，继而向北孙宅、西港方向攻击；第522团向左先攻占陆家桥，再向南孙宅、顾家桥宅一带攻击；日军不得不调出约两个大队的兵力和一部分炮兵防守侧后，放弃了中间突破的计划。2月24日奉张治中命令，将部队撤回北岸原守备阵地，只留一小部在南岸临视敌军的活动。3月1日日军在江湾、庙行一线发起全面攻击，并从日本国内海运援军在浏河附近登陆绕攻中国军队左翼，宋奉命率先头营经刘家行、罗浏河，到达浏河时，日军已登陆并占领了浏河屏障茜泾营，当晚蒋光鼐命令各部转移阵地。宋希濂按照张治中命令撤出战斗向太仓集结，警戒西竹桥、横沥桥、太仓城、西湖川塘一线。5月5日，中日签订《淞沪停战协定》后，第261旅调至南京整训。1932年8月升任第87師副師長兼第261旅旅長。
1933年2月，宋希濂解任261旅旅長職務，专任副师长。1933年8月蒋介石为发动对中央苏区第五次围剿，将第八十七、八十八师的4个补充团编成第36师。1933年9月宋希濂任國民革命軍第36師師長，率部移防江西省撫州市，兼任撫州城警备司令。1933年12月與滲透後方防線的彭德怀红三军团和寻淮洲红七军团在滸灣鎮接觸交戰，36師與其友鄰部隊的防禦造成红三军团與红七军团攻勢受挫。1933年12月率领該師经金石谷、资溪，进入福建，参与镇压十九路军和“福建人民政府”。1934年1月，协同刘和鼎部攻打延平十九路军的一个师，第一次战斗便一举攻克天险九峰山，使驻守延平国民革命军十九路军一個師开城投降。蒋介石亲写一封嘉許信，空投给宋希濂。信中寫道：“三十六师已攻占九峰山，使余喜出望外。”原来蒋只让要三十六师助攻，以牵制敵軍兵力，因此沒有叫炮兵支援攻擊。蒋通电全国军队表扬第36师这支新编成的部队“于讨伐叛乱战役中首建奇功”。:212攻克延平后，宋希濂率师向古田推进，追击撤出福州的第十九路军余部，经福清、莆田，直至惠安，迫使该军全部接受改编。宋希濂将部队集结于福建新泉附近，参加围剿中央苏区红军。1934年9月中旬，奉顾祝同之命，进攻白依洋岭的红军主要阵地。9月27日，他首先指挥炮兵向红军的前沿警戒阵地猛烈射击达二十多分钟之久，接着，以“主力从左面突破，正面作为有力的进攻牵制”，在飞机的支援下，连续发起攻击，于当日晚夺占了白依洋岭。正当他洋洋自得时，突然遭到隐蔽在山林中红军战士的射击，身负重伤。转到后方疗养。民國二十三年（1934），宋希濂以27歲升任陸軍少將。
1935年5月，宋希濂仍回第36师任原职，率部驻福建长汀。在他住院治疗期间，瞿秋白遭福建省保安团建捕。第36师根据东路军总司令蒋鼎文的命令，将瞿秋白转押到师部。宋希濂在青年时期，曾读过瞿秋白写的文章，对瞿说，田园荒芜是共产党人搞阶级斗争的结果，阶级斗争不适合中国的国情，劝瞿放弃共产主义信念，遭到瞿秋白的严厉驳斥。1935年6月，宋奉蒋介石“着将瞿秋白就地处决具报”的命令，枪决瞿秋白，葬在长汀中山公园旁侧。1935年以28歲之齡晋升陆军中将，成为国军最年轻中将。1935年夏，宋希濂率第36师调苏州一带修筑国防工事，准备应付日军入侵。
1936年，参加讨伐张学良杨虎城西安事变:213。1937年2月13日晚，奉军政部部长何應欽之命，率领第36师沿陇海路，开往陕西潼关，准备"讨伐"张学良、杨虎城。宋希濂就任西安警備司令:5363。2月17日，西安軍警聯合辦事處成立，宋希濂為司令:5368。

## 抗日战争期间

### 淞沪会战
1937年8月13日淞沪抗战當晚，国民政府令第36师「火速赴上海参战」，36師自西安回軍上海。36師先頭部隊在兩晝夜間回師上海，佈署至江灣天寶路及大場戰線，與日軍在8月23日在吳淞區登陸增援之第3師團展開激戰。36師隨後在上海北部戰線與日軍血戰2個多月，傷亡1萬2千多人，並進行4次兵员補充，期間宋希濂在前線持續指揮。8月20日，他指挥第二一六团，担负主攻任务一举冲过了唐山路、东熙华路、百老汇路，直逼日军重要据点汇山码头。敌人不支逃窜至外白渡桥南公共租界。10月下旬在战场上晋升为国民革命军第七十八军军长:214（仅辖第36师并兼师长）。奉命将部队撤至苏州河南岸据守，曾多次击败日军的强渡。11月6日，日军集中炮火，掩护工兵架桥，强渡成功。阵地被突破后，宋部于11月9日傍晚向昆山方面撤退。与上级指挥机关失去联络，又撤至苏州。11月17日晚，与第三战区副司令长官顧祝同取得了联系，将第三十六师开往南京。

### 南京保卫战
1937年11月22日，宋希濂率領第三十六師殘部三千餘人参加南京保卫战，歸南京卫戍司令长官唐生智指揮，补充两个团的兵员和一批枪枝弹药后，担任红山、幕府山、下关、挹江门一线的防御任务。:214。12月9日，南京外围阵地基本丢失。12月13日晨，唐生智命各部分路突围。宋希濂指挥部队掩护南京卫戍司令长官公署及直属部队渡江，并负责控制其余部队按指定方向行动。但各部队都争先涌至下关。觅船过江，无法控制局面，便率部于当晚12时渡江撤退。

### 兰封会战
南京失守后，宋希濂调任荣誉第一师师长，驻湖南浏阳。1938年5月调任驻防豫东第七十一军军长（辖第36师、第87师、第88师），参加徐州会战最后阶段的大撤退。日军土肥原第14师团从菏泽市北面的双口附近强渡黄河，截断陇海铁路，阻止国军东进增援和徐州重兵集团突围。蒋介石以薛岳为前敌总指挥，集中了六个多军的兵力，企图围歼土肥原师团。宋希濂奉命率第七十一军第87师及军直属部队和第二十七军为西路军，自西至东，向仪封、内黄、马王岩攻击。5月21日，令一个团向仪封寨东北一带突击，一个团向仪封南面迂回，威胁日军的侧背。日军弃寨向西南撤出。5月22日，率部与第六十四军分两路向西攻击前进。但因东路军的桂永清和邱清泉败仗丢失兰封城，土肥原师团摆脱被包围的局面。蒋介石增调兵力由宋希濂负责指挥攻击兰封城，第八十七师攻城东北面，第八十八师攻城西南面，经过两天激战，收复兰封城。日军死守三义集地区，功败垂成。这时由鲁西南的另一部日军突破了黄杰第八军阻援，宋希濂部撤至河南郟縣一帶整補:214-215。

### 武汉会战
1938年武汉会战期间，宋希濂率第七十一军兼第36师、第88师防守富金山，联合国民革命军第五十一军、国民革命军第七十七军共4个师在史河地区阻击从六安西进的日军第十二师团荻州立兵部及第十六师团一部。令第36师、第88师分别抗守富金山要地的左右两翼，第61师占领固始阵地，竭力阻止敌军西进。从9月2日开始，与日军在富金山激战了十天，抗击日军第十師團、第十三师团（即荻洲立兵师团，在南京大屠杀中罪行最嚴重）数週，阻击日军进犯。富金山其山坡缓无险，日军以飞机重炮猛轰后，准备一举突击而下。第36师岿然不动。日军十二师团激战十天，五补兵员，仍不得进，日军又从侧背迂回包围，想绕开第36师，夜袭守部指挥部，被第88师伏击歼敌五百人以上。日本报纸称：「此役由于受到敌主力部队宋希濂军的顽强抵抗，伤亡甚大，战况毫无进展。」、「我军遇到强手，束手无策……」。日军又以另一部攻陷固始，进击商城，威胁富金山阵地之侧背。9月11日，宋希濂奉命轉移至沙窩、小界嶺一帶。宋和第三十军军长田鎮南的指挥所同设在一个村庄，共同协商，密切配合，两面夹击，致使日军月余未能突破防线。此战中国军队伤亡15,000余人，毙敌4,506人，伤敌17,380人。宋希濂率领第七十一军以劣势装备，依托有利地形，阻止日军企圖越过大别山、迂回武汉之战略，為抗战时期阵地防御作战成功战例。国民政府軍事委員會通电全军赞扬嘉獎，获得华胄荣誉奖章和奖状:215。1938年10月中旬，日军撇开宋部阵地，从潢川、罗山进击，攻占了河南信阳。随即越过桐柏山脉，占领应山。防守武汉东北地区的部队面临陷入包围圈的危险。宋希濂奉命率部从小界岭一线撤退，经花园、云梦、京山向钟祥以西地区转移。其部转至花园附近时，已处在日军大包围圈中，宋分析判断：“如再向西前进，可能钻入敌军口袋，有被歼灭的危险。在此观望坐延，敌军将包围圈缩小，亦有被歼的危险。”于是，将部队分散隐藏在三里城、宣化店、七里坪一带及花园的东北地区；命令所有无线电台，停止与外部联系，同时，派部队监视黄安、花园、应山方面的敌军动态，伺机突围，并了解到日军白天出来活动，晚上回城内的行动规律后，在一天晚上率领所部两万多人，安全跳出了包围圈，北渡淮河，经息县、驻马店，转至南阳地区集结整训。这一举动，获得了蒋介石、何应钦的电令嘉奖。

### 滇西抗战
1939年冬，宋希濂兼任国民革命军第三十四集团军副总司令。1940年春因病请假，被解除第七十一军军长兼职。1940年9月兼中央训练团副教育长。1941年11月，升任国民革命军第十一集团军总司令兼昆明防守司令。
太平洋战争爆发后，1942年4月底中国远征军第六十六军在缅甸被日军战败退到云南后转入宋的辖下，该军一些高级军官利用兵额空缺大肆贪污，宋向国民政府军事委员会报告获批后，撤销了该军和所辖的新编第29师的番号，并将军长张轸、师长刘伯能、马维骥革职查办。该军残部五千多人重新组编为新编第28师，归入第七十一军建制。第三十六师则改为独立师，由本部直接指挥。
1942年5月4日，宋希濂率部沿滇缅公路西进，阻击占领缅甸腊戍继续东进的日军第五十六師團。5月8日上午，指挥第36师歼灭过怒江惠通橋的日军四百余人。接回从缅甸撤退之中国远征军残部。此后双方在怒江两岸对峙。
1943年4月，中国远征军开始反攻。宋希濂率领第十一集团军防守怒江东岸，主动抽调三个加强团，渡过怒江，攻击日军。5月11日新编第39师的加强团在惠通桥上游附近渡河成功，第二天攻占了红色树东北各高地。第七十六师、第八十九师的加强团，于5月12日分由三江口、攀枝花渡河，会攻平戛，使日军退往芒市。有力配合了第二十集团军的反攻。5月25日，宋希濂第十一集团军为左集团军，渡过怒江向龙陵、芒市攻击。首先分南北两路进攻龙陵。以第七十一军及配属的第五军山炮营为北路，先令一个师攻击腊勐、松山吸引日军注意力。尔后，主力向龙陵攻击；以第二军（含新编三十三师、第九师一个团）为南路，令其一部固守孟定地区，佯攻滚弄；一部进攻平戛，主力即向芒市方向进击，切断芒市、遮放日军的联系。以第六军的一部继续攻击红色树，进袭腾冲，协助第二十集团军作战：一部负责抛石渡一线的江防。6月4日，新编第二十八师进攻松山遇到守敌顽强抵抗．即调第八军荣誉第一师增援。6月5日至13日，北路的主力切断了龙（陵）芒（市）公路和腾（冲）龙（陵）公路。占领了龙陵外围龙陵。第七十一军的两翼即受到日军的猛烈反击，被迫退出龙陵外围据点，转移黄草坝西南地区防御，与日军激战九天，阵地犬牙交错，宋希濂又将配属的何绍周的第八军荣誉第一师投入战斗。7月13日，重新占领了龙陵外围要点。8月14日，宋希濂指挥部队第二次围攻龙陵市，占领了近郊要点。日军又先后从遮放、芒市调集三千余人增援，双方进入相持阶段。这时，第二军夺取了平戛。9月7日，第八军又全歼松山的日军第五十六师团一二三联队。
1944年10月入读陆军大学将官班甲级第一期，陆军大学将官班第一期三个月的学习期完结后 (即1945年1月初)，宋希濂将军仍任第十一集团军总司令原职。1945年3月第十一集团军番号撤消，宋希濂调任被分配到新疆的陆军军官学校第九分校任校长。1945年5月宋希濂获颁青天白日勋章颁授理由是“滇西战役”. 1945年5月中国国民党第六次全代会上，宋希濂当选第六届中央执行委员，
抗战胜利后有获青天白日勋章和美国自由勋章:216-218。1946年1月1日，宋希濂獲頒勝利勳章:7943。

## 国共内战时期

### 新疆时期
1946年3月，第八战区改为西北行营，任行营參謀長。1946年10月，宋希濂被委任為新疆省警备总司令兼第九分校主任。11月，至蘭州代理西北行轅主任。在新疆期间，宋希濂与西北行辕主任张治中、陶峙岳将军等配合。先是1947年6月5日激战北塔山事件，反击外蒙古军队对中国驻疆边防部队之挑衅，维护了边境线；随后击毙大批“东突厥斯坦”分子，镇压暴乱，捍衛中国领土主权，协助张治中处理三区事件。随后，宋希濂亲自前往南京面见蒋介石和顾祝同，为驻新疆中国军队争取到一批宝贵武器与援兵。强硬对待新疆问题，但不主张動武，而提倡“以游行对游行，以示威对示威”:218。

### 鄂西时期
1948年7月2日至16日，中原野战军第六纵队、陕南军区、桐柏军区联手发动襄樊战役，攻占襄阳、樊城，全歼第十五绥靖区，导致南阳的王凌云第十三绥靖区孤军被围。1948年8月3日至7日，宋希濂到南京参加军事检讨会议。会后，蒋介石召见时提出，“你不必回新疆了，现在调你为华中剿总的副总司令兼一个兵团司令，位置于鄂西北地区，主要是要防止共军进入四川及阻止共军在宜沙一带渡江窜入湘西”。宋希濂任华中剿匪總司令部副總司令兼第十四兵团司令，在襄宛一带作战，沿汉水打通与第十三绥靖区的联系，进而出南阳在豫西拒止作战。
1948年8月中旬，宋希濂抵达汉口着手筹建第十四兵团司令部和直属队。华中剿总拨给川军杨森系的整编第20师（杨干才兼第10兵团司令官兼第15绥靖区代司令官）和原湘军何健系整编第28师（顾心恒/李勃，李良荣的基本部队）共5个整编旅、10个步兵团。1948年9月，整编师、整编旅恢复军、师番号，每个师扩编为3个步兵团。兵团达到15个步兵团。1948年9月，兵团部迁到沙市，杨干才第二十军仅占空城襄阳，第二十八军进至应城驻剿张才千的江汉军区。宋希濂认为：“必须于一定时期内肃清在汉江以西地区活动的共军力量，使鄂西北成为一个安定区，充分利用四川，鄂西的丰富资源和人力，培养实力。这样，东进可支援武汉，北进可窥复中原。”于是，以第二十军主力和第二十八军的一部扼守襄阳、宜城、倒口、利河口、塘港、石牌镇，沙洋之线，防止桐柏军区和江汉军区的解放军进入鄂西。令第二十八军第80师，从当阳、远安，逐步向北推进；第54师的蔡时意团从荆门，逐步向西北推进，第七十九军的先头部队从南漳，逐步向南推进，企图一举歼灭驻扎在东坝的江汉军区地方武装黄德魁部，并令各县的保安团队，负责肃清境内的游击队。1948年10月24日晚，第二十八军在应城遭江汉军区独立旅（旅长吴世安，政治委员齐勇）突袭（应城战役），江汉军区第2军分区（司令员李学先，政治委员文敏生）3个团于应城东南的十里铺和城东北的万家棚子、伍家山一带阻援；战至26日凌晨，守军第二十八军军部率第49师的1个团另2个营及保安团队共4200余人被全歼，副军长、代军长顾心恒被俘，该军所属各师还被引诱到随枣山地被重创，损失了三分之一兵力。此后，第二十八军被华中剿总调到鄂东蕲黄附近整补。
淮海战役开始前，南京方面意识到宋希濂兵团在汉水、荆江流域对抗中原军区的江汉军区、桐柏军区、陕南军区的两郧军分区、豫西军区的第六、第七军分区，确保长江防线使解放军不能渡江南下或挺进四川，军事防御压力太大，必须收缩：王凌云第十三绥靖区放弃南阳撤至襄阳固守；从西安绥靖公署调第七十九军（方靖）编入宋兵团作为预备队，驻防荆门（1948年11月抵达华中）。至此，宋希濂辖第二十军、第二十八军（已调出）、第二军（军长陈克非，原驻河南南阳，归第13绥靖区司令官王凌云指挥），第七十九军（军长方靖，中央军土木系，内战期间驻四川三年，从陕南调湖北）。又要来驻湖北沙市的湖南保安第1旅。
由于1948年10月15日，徐州剿总副总司令兼前进指挥所主任杜聿明被派到葫芦岛出任东北剿总副总司令收拾辽沈战役残局，直至11月还在葫芦岛指挥撤退。1948年10月24日，宋希濂接到蔣介石自北平發出電報，叫宋到徐州任徐州剿匪總司令部副總司令兼剿总前进指挥所主任，第14兵团司令官由第12兵团副司令兼第八十五军军长吴绍周接任。10月25日，宋希濂接到國防部正式調職命令。宋希濂致电称“杨干才自其兵团撤销后，常怀不轨，职曾多方解释，迩来情绪转佳，今若以吴绍周升任第14兵团司令，可能发生不良后果”，以「到鄂西後情況漸明，正在做種種規畫和積極部署，以及自己對徐州方面情形不熟悉」為由，於10月26日求蔣及參謀總長顧祝同收回成命，並婉覆劉峙及郭一予（徐州剿总办公厅主任）。蔣於10月27日自北平發限一小時到電報：「某電悉。吾弟到鄂西的種種規畫，頗為妥善，深洽余意。惟今後戰爭重點在徐蚌。徐蚌为首都门户，安危所系，希吾弟毅然负此艰巨，迅即赴徐与刘总司令及各将领妥善部署，勿再延迟为要。」宋於10月28日覆：「某電奉悉。徐州战区以邱清泉兵团为骨干，邱清泉为人骄横跋扈，目空一切，与友军不能和衷协调，如万一将来再发生类似豫东战役的情况，以致贻误戎机，则所关甚大，谁负其咎？」最终蒋介石同意宋希濂留在鄂西，继续指挥79军和王凌云的第13绥靖区，调杜聿明回任徐州剿总副总司令兼前进指挥所主任。 
1948年11月4日王凌云第十三绥靖区在第二十军杨干才部接应下，放弃南阳，成功撤退至襄阳。宋希濂通过黄埔校友关系吃掉了李延年的基本部队第二军及其1948年10月在宛西复建的第十五军和大布衫队（地方部队，后组建为第345、第346等两个师，1949年2月编入第一二二军）。向湖南省军管区、湖北省军管区各要了一批新兵，和驻在湘西北、鄂西的保安团合编为两个师，与湘保第1旅改编的师组建第一一八军。淮海战役开始后，第二军、第二十军、第二十八军又奉命东开淮海参战。宋希濂和白崇禧的副参谋长赵援共同使力运作，最终放走了第二十军、第二十八军，留下了第二军。杨干才第二十军南下武汉,坐船至南京，1948年12月中旬抵达蚌埠，随李延年、刘汝明两兵团北进救援黄维兵团。
二线部队第223师驻秭归，川鄂边区绥靖公署孙震辖下第60师在宜昌。宋希濂得知第60师师长李亦炜要离职，保荐旧部易瑾接任旅长。易瑾接手后报告共军江汉军区部队逼近，第223师师长陈瑞鼎(黄埔八期)也报告同样消息，请孙震主任撤往巴东。孙震走后，宋希濂就以孙震远撤，指挥不便为由，把第60师纳入麾下，与第223师组成第一二四军。至此，宋希濂兵团辖第二、第十五、第七十九、第一一八、第一二二、第一二四军共六个军，后改编为第14、第20两个兵团，宋希濂升任川湘鄂边区绥靖公署主任。以第十五、第七十九军，第一二二军编成第十四兵团，自请解除该兵团司令官之兼职，推荐黄埔一期钟彬继任；以第二军、第一二四军编成第二十兵团，陈克非为司令官；以第一一八军为公署直辖部队;还先后收编了田载龙的新编第一师、周燮卿的新编第二师、陈子贤的新编第三师、罗文才的新编第四师，汪援华的新编第五师、陈策勋的新编独立第一旅、土匪张玉琳的新编第一军等湘西地方武装，总计兵力达十四万人。
1949年2月2日，解放軍江漢軍區部隊发动荊門戰役，將國軍第十四兵團宋希濂部第七十九軍軍部和一個團部又兩個營，包圍於荊門城內:8801。2月4日，解放軍江漢軍區於2月3日晚進攻荊門縣城，占領東端要地文峰塔，國軍第七十九軍軍長方靖急電第十四兵團司令宋希濂求援，並下令部隊向南突圍；第一九四師師長龔傳文主張固守，並親率一團反攻文峰塔；雖然占領文峰塔之解放軍當即退出，而駐守城內之國軍仍按方靖之命令分路向西南突圍，遭埋伏在各要點之解放軍伏擊；是日上午，解放軍占領荊門，殲滅第九十八師一部，生俘軍長方靖以下5,000千餘人:8803-8804。3月31日晚7時，李宗仁在總統府設宴歡送和談代表團。後李在辦公室召開一個兩小時軍事會議，有何應欽、白崇禧、顧祝同、張治中、林蔚、蕭毅肅、湯恩伯、王叔銘、總統府軍務局長劉士毅、關麟徵、宋希濂等十二人。會議討論：一、加強長江防務部署；二、將新疆駐軍東調；三、分配十個美械師。4月，兼任为湘鄂边区绥靖司令部司令官:218-220，指揮部隊有第十四兵團（第十五軍、第七十九軍、第一二二軍），第二十兵團（第二軍、第一二四軍），第一一八軍，新編第一軍，新編第一、二、三、四師，新編獨立第一旅等，兵力號稱17、18萬，實有14萬左右，奉白崇禧之命统一指挥湖南岳阳城陵矶至湖北宜昌南津关一线的江防部队。5月初在宜昌如集各军军长和兵团司令官研究作战方针，认为“宜昌为长江上游的咽喉，如果宜吕过早被解放军攻占，将使部队补给发生严重困难”，于是确定“巩固江防，确保宜昌、沙市”“以主力防守长江南岸，竭力阻止解放军渡江；并以有力部队守备北岸的宜昌、沙市两大据点”。7月宜沙战役打响，宋希濂正在常德主持湘西地方土豪武装受编会议，闻报后立即乘兵舰溯长江而上，途经古老背时遇到解放军炮击，兵舰被击了许多窟窿。7月13日，解放军截断了江陵与沙市之间的联系，歼灭第十五军两个团。宋希濂急令第十四兵团的第一二二军向大庸、第十五军残部向石门和慈利以西地区、第七十九军及第二九八师向渔师关和五峰一带撤退，并督令各部在宜昌东北地区顽强抵抗。解放军即增兵向其左翼迂回包围。宋希濂判断解放军暂时放缓正面攻击，从两翼猛扑，堵住退路，然后一举歼灭的进攻态势后，便决定退出宜昌，命第二军主力逐步向巴东、野三关之线转移，以一部位于三斗坪及曹家畈以西一带山地，扼险防守阻滞解放军的行动；以第一二四军之第六十师，沿长江北岸逐步向西后撤，与驻守秭归的第二二三师靠拢。8月初，宋希濂任川湘鄂边区绥靖公署主任，其部队改归西南军政长官公署指挥，宋希濂把司令部由巴東移到恩施，8月9日乘機到重慶。陈明仁举电约宋共同起义。宋认为“如投向共军，恐绝无容身之余地”，便以“事关甚大，正在慎重研究中”为词拒绝。后来其部下又劝他秘密派人和解放军接洽，宋听信白崇禧所说“程潜、陈明仁起义后，部队被缴械，陈明仁已被扣”，对部属说起义“这条路走不通”，目前“最要紧的，就是避免陷于被包围的状态”“只要能保存力量，以待国际局势发生变化，则前途是大有可为的”。8月11日宋和胡宗南在汉中会谈，策定了将国民党西南所有部队的主力“退守滇缅边境”计划。拟第一步先控制西康和川西，作为逐步向滇缅边区转移的基地；第二步俟解放军开始向西南进军时，立即以主转移至滇西的保山、腾冲、龙陵、芒市一带，“凭澜沧江、怒江及高黎贡山之险，阻止解放军的进攻”，然后再视情退到滇缅泰边境和缅甸。这个计划被蒋介石否定后，宋希濂又拟定了“将主力部队撤至乌江以西，缩短防线，节约兵力，从四川方面得到补给”的计划，准备在川鄂黔边区打游击。但考虑“过早地放弃湘西、鄂西大片地方”，会遭到国防部的反对，便将陈克非的第二十兵团所辖的第三军和第一二四军布防在鄂西的巴东至野三关之线；以钟彬的十四兵团所辖的第十五、第七十九（残部）、第一二二军守备在湘西的大庸至湖北的五峰之线；以第一一八军为总预备队，其中第二九八师和第五十四师分别调至川东黔江、恩施附近训练；还责令保靖、永绥地方政府，负责破坏川湘公路，以阻止解放军的运输补给。8月27日，蔣介石約見宋希濂，聽取其對四川、湖北、湖南邊區軍事報告:238。1949年8月31日，原华中“剿总”副总司令兼第14兵团司令宋希濂被调任“川湘鄂边区绥靖司令部”司令官（兼），总揽四川、湖南、湖北三省军政实权。麾下除了原有第14兵团，又新增了第20兵团等部，实力大增。10月15日，解放军进军大庸。宋希濂命第一二二军向湘西永顺撤退，但此时，该军已被解放军截断退路，包围在大庸县城，很快被歼灭，军长张绍勋、师长谢淑周、黄鼎勋均被俘。宋的部队全部退集在恩施地区。宋判定“招头寨的解放军如果直取黔江，则所有的部队均将被围在咸丰地区”，命令第二军主力及第五十四师先向招头寨的解放军攻击，“阻止其西出黔江”。正在这时，他忽然接到黔江守军关于秀山已被解放军攻取的报告，即命令第二军停止对招头寨的进攻，退至乌江以西布防；命令第十四兵团的四个军分别开到郁山镇。但在撤退中，第七十九军、第一二四军被解放军歼灭在宣恩、咸丰地区；第一一八军的54师在黔江东被歼灭。这时，宋所指挥的六个军中仅剩下第二军及第十五军的大部和第一一八军的第二九八师一部分。17日蒋介石派蒋经国持其亲笔信来到川东江口见宋希濂，勉励他“与诸将士同心协力，艰苦奋斗，巩固川东战线”。宋问蒋经国：“贵州已被共军占领，可能一路进取昆明，一路出毕节，进攻泸州，而川东情势又是紧迫”“总裁究竟打算怎么办？”蒋经国不能具体回答这些问题。宋希濂率部渡过乌江后，与解放军先头部队的一个团在黄草坝附近展开遭遇战。撤至重庆的国防部将这次战斗胜利宣称为“川东大捷”。解放军很快兵分几路渡过乌江，向宋的第九师施行反包围，沿川湘公路西进的解放军也以迅猛的攻势，将宋部署在郁山镇、保宋楼的第十五军击溃，向其司令部所在地江口镇挺进。宋担心解放军截断川湘公路使已部陷于被包围境地，立即率残部沿乌江向武隆、涪陵方向突围，左翼的第十四兵团在白涛镇地区被解放军歼灭，兵团司令钟彬被俘；右翼部队亦在白马山地区被解放军截断后，从小道向南逃窜，脱离了其指挥系统，身边仅剩勤杂部队约一万余人。宋对部下说：“事情很明显，西南快保不住了，整个大陆都站不住脚了，蒋介石毫无办法，我们也不可能到台湾去，今后他管不了我们了，那又何必再去受气呢！”将残部分三路向滇缅边境突围。 

### 四川被俘
1949年11月26日上午，宋希濂亲自带领由司令部队及军政干部党校的学生组成的共约四千人的一个纵队，准备经綦江等地到高店场与其他两路汇合。这时宜宾的郭汝瑰部已向解放军投诚，宋便集中一百多名将校级军官训话：“我们在军事上是被共军彻底打垮了，我们剩下的力量已是很有限了！就目前的处境而论，坦率地对大家讲，是十分艰苦，甚至十分危险。但是我们不愿做共军的俘虏……我们是三民主义的忠实信徒，是忠党爱国的军人，有一分钟的生命，便应尽一分钟的责任。现在，我们计划越过大雪山，走到遥远的地方去，找个根据地，等待时机。……”于是率部沿岷江向西北方向逃窜。12月19日宋希濂刚在峨边县渡过大渡河就被解放军包围，抽出手枪准备自杀，被警卫排长袁定侯一把抓住:222，被解放军俘虏。

## 晚年生活
宋希濂被俘后，化名周伯瑞企图趁混乱之际逃跑，被人认出送到了峨眉县的高级俘虏营中，后又转至乐山县。一名解放军干部准备给宋希濂拍照，宋扭头相抗，并和这位解放军干部吵了一场。解放军第五兵团司令员杨勇召见宋希濂并劝慰。后宋希濂随高级俘虏从东山到达重庆白公馆，和第十四兵团司令官钟彬和原国民党四川省主席王陵基被西南军政委员会公安部关押在一起。下棋时经常为一步棋、一个棋子的得失而计较、争执。王陵基常对宋说：“你连兵团司令都肯让给钟彬，为什么一盘棋不肯相让呢？”宋说：“这完全是两回事嘛，你别往一块儿扯。”
1954年，宋希濂轉移到北京功德林战犯管理所。1959年12月4日被中華人民共和國最高人民法院特赦。1960年2月15日被安排到北京南郊公社参加劳动。1960年4月17日，陈赓从广州疗养回京后带病作东，请杜聿明、宋希濂、周振强、王耀武、郑庭笈、杨伯涛等六位黄埔一期同窗在北京民族饭店吃饭。1961年被安排到全国政协文史資料委員會任文史專員:208。
1957年反右运动中，著名知识分子储安平被划为右派，根據章詒和所著《最後的貴族》，其妻子易吟先後與宋希濂有染，与储安平离婚。1961年宋希濂与易吟先结婚。宋希濂於1959年獲特赦後獨自一人生活（其夫人冷蘭琴於1949年6月因腦溢血去世，時年36歲。子女被送往台灣後，輾轉去了美國）。官方說法是黃埔同學侯鏡如夫人李嵩雲見此情況，因储安平生死不明，介紹已離婚之易吟先與宋希濂相識。1980年，两人移居美国，后参与组织黄埔军校同学会，担任副会长。
1980年，宋希濂任中國人民政治協商會議全國委員會常務委員:224，同年赴美国与子女团聚，儿女为他们申请了在美国的永久居留权，便在纽约定居，并加入了当地的“中国和平统一促进会”。1980年7月，宋希濂给台湾的几位老友黄少谷、袁守谦、黄杰写信，提出了三点建议：（一）于金门、厦门之间，隔日开航邮船一次；（二）信件以互通音闻为主，不得涉及政治宣传等问题；（三）双方警务机构有检查信件之权。并建议依此办法实行半年，如一切顺利，可进一步商讨亲人互相探访问题，希望黄少谷等三人将此建议提交国民党中常委讨论。1983年，宋希濂连任中國人民政治協商會議全國委員會常務委員。1984年2月1日，同在美国居住的蔡文治、李默庵及在美国探亲的侯镜如成立了黄埔同学及其家属联谊会，并发表《宣言》：“国家第一，民族第一，统一至上，建设至上，切盼我全体军校同学及其家属奋发参加促进中国统一运动。”1984年4月，台湾《中央日报》曾载文指其“甘为中共鹰犬”。台湾政论界人士李敖查国民党中央的档案文件中有关宋希濂的记录，发现“满篇都是‘黄埔之光’甘为‘中国’（国民党）鹰犬”的记载，李敖专门写了一篇题为《鹰犬将军》的文章，发表在《北美日报》上，评价宋希濂在国民党军队中的经历。该报加按语：“宋希濂将军在垂暮之年，身在美国，远离国共两党，但因屡屡出面呼呈祖国统一大业而为人争议。被争议的焦点是宋将军应该忠于自己的国家民族？还是应该效忠于政党？甚至忠于领袖个人？显然宋将军选择的是前者。”作為回應，宋希濂将其在大陆出版的《宋希濂自述》一书，定名为《鹰犬将军·宋希濂的自述》，以表达其對「中国和平统一」的支持。1984年6月宋希濂夫妇回到北京，参加黄埔军校建校六十周年纪念活动，被推选为黄埔军校同学会副会长。随后又旅居美国。
1993年2月13日宋希濂在纽约逝世，享年86岁。其骨灰安葬在长沙唐人永久墓地的“名人区”。

## 家庭
宋希濂有兄弟姐妹六人，他排行第四，三位哥哥都在国民政府任职，二哥宋尚鲁，是国民政府军事委员会抚恤委员会少将处长兼军需主任。三哥宋宜山，1949年后定居香港。1957年，宋宜山担任国共谈判密使，在北京和周恩来见面、并探监宋希濂。
三十年代初在南京任团长时，经人介绍结识了南京中央大学音乐系及金陵女子学院的教师冷兰琴（1913-1949.6脑溢血病逝），1933年春结婚，生育子女五人：
- 长子宋抚元
- 次子宋锦蓉（又名云龙）
- 长女宋宛蓉
- 次女宋晋元
- 三女宋苏元

宋希濂及其儿女一家在1980年代旅居美国，其后代现居美国东部等地:225。
與馬英九的母族有姻親關係，抗戰時期馬英九的外祖父秦承志曾做過宋希濂的機要處長。